# 친둥야
친둥야(중국어 간체자: 秦东亚, 정체자: 秦東亞, 병음: Qín Dōngyà, 한자음: 진동아, 1979년 10월 3일~)는 중화인민공화국의 유도 선수이다. 올림픽에 2회 참가했고 2004년 하계 올림픽 여자 미들급에서 동메달을 획득했다.